# دی‌اتیلن گلیکول دی‌اتیل اتر
دی‌اتیلن گلیکول دی‌اتیل اتر (به انگلیسی: Diethylene glycol diethyl ether) با فرمول شیمیایی C۸H۱۸O۳ یک ترکیب شیمیایی با شناسه پاب‌کم ۸۱۷۹ است. که جرم مولی آن ۱۶۲٫۲۲ g/mol می‌باشد. 